# Gene (musikgrupp)
Gene var ett brittiskt indiepopband (1993–2004) som blev populära på mitten av 1990-talet. Vissa recensenter drog, ibland något ytliga, paralleller till The Smiths, men i musiken och texterna hittar man även influenser från The Jam, The Small Faces, The Style Council och The Clash.
Lee Clark och Daz Walton bildade tillsammans et band kallad The Go Hole. Kevin James anslöt sig till bandet som trummis tillsammans med John Mason på basgitarr. Bandet omdöptes då till Sp!n. Lee Clark och 
John Mason slutade sedan i bandet. Sp!n byte namn till Gene och bestod då av Matt James (trummor), Kevin Miles (basgitarr), Steve Mason (gitarr) och Martin Rossiter (sång, keyboard). 
Många av texterna är öppet politiska, som bland annat "Her Fifteen Years" (om Margaret Thatcher) och "As Good As It Gets".
Matt James och Steve Mason bildade efter Genes uppbrott bandet Palace Fires. Martin Rossiter jobbar numera som sånglärare i Brighton, samtidigt som han spelar in en soloskiva. Kevin Miles jobbar som musiklärare i Nottingham, och spelar i ett coverband.

## Diskografi
Studioalbum
- Olympian (1995)
- Drawn To The Deep End (1997)
- Revelations (1999)

Livealbum
- Rising For Sunset (2000)

Samlingsalbum
- To See The Lights (1996)
- As Good As It Gets: The Best Of (2001)
- Libertine (2001)
- The John Peel Sessions (2006)

Singlar
- "For The Dead" 1994
- "Be My Light, Be My Guide" 1994
- "Sleep Well Tonight" 1994
- "Haunted By You" 1995
- "Be My Light, Be My Guide" / "I Can't Help Myself" 1995
- "Olympian" 1995
- "Still Can't Find The Phone" 1995
- "Olympian" 1995 (endast utgiven i Japan)
- "For The Dead" 1995 (återutgivning)
- "Fighting Fit" 1996
- "We Could Be Kings" 1997
- "Where Are They Now?" 1997
- "Speak To Me Someone" 1997
- "We Could Be Kings" 1997 (endast utgiven i Japan)
- "As Good As It Gets" 1999
- "Fill Her Up" 1999
- "Is It Over?" 2001
- "Does He Have a Name?" 2001 (promo)
- "Let Me Move On" 2004